# Takashi Nagasako
Takashi Nagasako (jap. 長嶝 高士 Nagasako Takashi; ur. 14 lutego 1964) – japoński seiyū związany z agencją Arts Vision. Okazjonalnie udziela też głosu w dubbingu.

## Wybrane role głosowe

### Anime
- 1992: Shin-chan – różne postacie
- 1995: Wojna planet – operator wojskowy
- 1995: Neon Genesis Evangelion – różne postacie
- 1996: Wspaniała Birdy – nauczyciel
- 1997: Yūsha Ō Gaogaigar – przewodniczący
- 1997: Vampire Princess Miyu – Shinma
- 1998: Trigun – różne postacie
- 1998: Cowboy Bebop – George
- 1998: Yu-Gi-Oh! – kapitan
- 1999: Excel Saga –
  - Pedro,
  - właściciel
- 2000: Yami no matsuei: Ostatni synowie ciemności – Yuki Oki
- 2000: Hajime no Ippo –
  - trener Jima Nishikawy,
  - Angler
- 2001: Hikaru no go – Deke-san
- 2002: Tokyo Mew Mew – sędzia
- 2002: Digimon Frontier – Trailmon
- 2002: Atashin’chi – nauczyciel sztuki
- 2002: Saishū heiki kanojo – żołnierz
- 2002: Naruto – Yashiro Uchiha
- 2003: Wolf’s Rain – odzyskiwacz
- 2003: Sonic X – Big the Cat
- 2003: Bobobo-bo Bo-bobo – Kabeo
- 2004: Keroro gunsō – Julie
- 2004: Samurai Champloo – Kazeha
- 2004–2005: Girls Bravo – właściciel warzywniaka
- 2004: Bleach – różne postacie
- 2005: Glass no kamen – Saotome
- 2005: MegaMan NT Warrior – Zoan Flameman
- 2005: Jigoku shōjo – Minoru Higuchi
- 2005: Blood+ – Lewis
- 2006: Amaenaide yo – moderator
- 2006: Ouran High School Host Club – brat
- 2006: Gintama – Namba
- 2006: Demashita! Powerpuff Girls Z – potwór Oya
- 2006: Tokimeki Memorial Only Love – Kyohei Dojima
- 2006: Pumpkin scissors – Walter
- 2006: D.Gray-man – lód
- 2006: Shijō saikyō no deshi Ken’ichi – Gonzui Kumatori
- 2007: Naruto Shippūden – Yashiro Uchiha
- 2007: Kaze no stigma – terrorysta
- 2007: Emma – Baron Wardle
- 2007: Bamboo Blade – Sakaguchi
- 2008: Itazura na Kiss – Shigeki Irie
- 2008: Golgo 13 –
  - Jake,
  - Smith
- 2009: Dragon Ball Kai – Dodoria
- 2011: Nichijō – profesor Tomioka
- 2011: Sket Dance – czterech niebiańskich królów
- 2012: JoJo’s Bizarre Adventure – policjant
- 2017: KonoSuba – Aldarp